# نهج دورة الحياة
يشير نهج دورة الحياة ، المعروف أيضًا باسم منظور مسار الحياة أو نظرية مسار الحياة، إلى نهج تم تطويره في الستينيات لتحليل حياة الناس ضمن السياقات الهيكلية والاجتماعية والثقافية. يمكن إرجاع أصول هذا النهج إلى الدراسات الرائدة في عشرينيات القرن الماضي مثل كتاب توماس وزنانيكي «الفلاح البولندي في أوروبا وأمريكا» ومقال مانهايم عن «مشكلة الأجيال».

## نظرة عامة
يفحص نهج دورة الحياة تاريخ حياة الفرد ويبحث، على سبيل المثال، في كيفية تأثير الأحداث المبكرة على القرارات والأحداث المستقبلية مثل الزواج والطلاق،  التورط في الجريمة، أو حدوث المرض. كان العامل الأساسي الذي عزز توحيد مسار الحياة هو التحسن في معدلات الوفيات الناتجة عن إدارة الأمراض المعدية والمعدية مثل الجدري.  يتم تعريف مسار الحياة على أنه «سلسلة من الأحداث والأدوار المحددة اجتماعيًا التي يسنها الفرد بمرور الوقت».  وجه الخصوص، يركز النهج على العلاقة بين الأفراد والسياق التاريخي والاجتماعي والاقتصادي الذي يعيش فيه هؤلاء الأفراد. الملاحظات طريقة تشمله بما في ذلك التاريخ، علم الاجتماع، علم السكان، علم النفس التنموي، علم الأحياء، الصحة العامة والاقتصاد. حتى الآن، لم يؤد البحث التجريبي من منظور دورة الحياة إلى تطوير نظرية رسمية.
تشير نظرية مسار الحياة، التي يطلق عليها بشكل شائع منظور مسار الحياة، إلى نموذج متعدد التخصصات لدراسة حياة الناس، والسياقات الهيكلية، والتغيير الاجتماعي. يشمل هذا النهج الأفكار والملاحظات من مجموعة من التخصصات، ولا سيما التاريخ وعلم الاجتماع والديموغرافيا وعلم النفس التنموي وعلم الأحياء والاقتصاد. على وجه الخصوص، يوجه الانتباه إلى العلاقة القوية بين حياة الأفراد والسياق التاريخي والاجتماعي الاقتصادي الذي تتكشف فيه هذه الحياة. وضع جلين إتش إلدر الابن نظرية لمسار الحياة على أساس خمسة مبادئ رئيسية: التنمية مدى الحياة، والفاعلية البشرية، والوقت التاريخي والمكان الجغرافي، وتوقيت القرارات، والحياة المترابطة. كمفهوم، يتم تعريف مسار الحياة على أنه «سلسلة من الأحداث والأدوار المحددة اجتماعيًا التي يسنها الفرد بمرور الوقت»(جييل وإلدر 1998، ص 22). لا تسير هذه الأحداث والأدوار بالضرورة في تسلسل معين، ولكنها تشكل بالأحرى المجموع الكلي للتجربة الفعلية للشخص. وبالتالي، فإن مفهوم دورة الحياة يتضمن ظواهر اجتماعية متباينة حسب العمر تختلف عن مراحل دورة الحياة الموحدة ومدى الحياة. يشير مدى الحياة إلى مدة الحياة والخصائص التي ترتبط ارتباطًا وثيقًا بالعمر ولكنها تختلف قليلاً عبر الزمان والمكان.
في المقابل، يوضح منظور مسار الحياة أهمية الوقت والسياق والعملية والمعنى في التنمية البشرية والحياة الأسرية (Bengtson and Allen 1993). يُنظر إلى الأسرة على أنها مجموعة اجتماعية صغيرة ضمن سياق اجتماعي كبير - «مجموعة من الأفراد ذوي التاريخ المشترك الذين يتفاعلون ضمن سياقات اجتماعية دائمة التغير عبر الزمان والمكان المتزايدين باستمرار» (Bengtson and Allen 1993، p.470). وبالتالي، فإن الشيخوخة وتغيير النمو هما عمليتان مستمرتان يتم اختبارهما طوال الحياة. على هذا النحو، يعكس مسار الحياة تقاطع العوامل الاجتماعية والتاريخية مع السيرة الذاتية والتطور الشخصي الذي يمكن أن تترتب عليه دراسة الحياة الأسرية والتغيير الاجتماعي (Elder 1985 ؛ Hareven 1996).
انتقلت نظرية مسار الحياة أيضًا في اتجاه بنائي. بدلاً من أخذ الوقت والتسلسل والخطية كأمر مسلم به، في كتابهما «بناء مسار الحياة»، أخذ جابر إف. هذا يغير شكل وأرضية التجربة وقصصها، مقدمًا كيفية استخدام الوقت والتسلسل والخطي والمفاهيم ذات الصلة في الحياة اليومية. إنه يقدم تحولًا جذريًا في فهم التجربة عبر الزمن، ويتجاوز فكرة النموذج متعدد التخصصات، مما يوفر نموذجًا مختلفًا تمامًا عن المناهج التقليدية التي تركز على الوقت. بدلاً من أن تكون مفاهيم الوقت هي اللبنات الأساسية للمقترحات، يتم وضع مفاهيم الوقت بين قوسين تحليليًا وتصبح موضوعات محورية للبحث والفهم البناء.
تم تطبيق نهج دورة الحياة على موضوعات مثل المسارات الصحية والتحولات، health vulnerability, الضعف الصحي، الصحة المهنية للمهاجرين، وسن التقاعد. and retirement age. كما أصبحت ذات أهمية متزايدة في مجالات أخرى مثل دور تجارب الطفولة التي تؤثر على سلوك الطلاب في وقت لاحق من الحياة أو النشاط البدني في سن الشيخوخة.